# Shane Bourne
Shane Bourne (24 de noviembre de 1949) es un actor y comediante australiano, conocido por haber interpretado a Bill Henderson en la serie MDA y a Stanley Wolfe en City Homicide.

## Biografía
Shane es hijo del fallecido Stan Bourne.
Estuvo casado y la pareja tuvo una hija llamada, Ruby Louise Bourne quien nació el 20 de noviembre de 1990, sin embargo se divorciaron cuando Ruby tenía apenas dos años.

## Carrera
En 1980 apareció por primera vez en la serie Prisoner donde interpretó a un agente de bienes raíces en el episodio # 1.124, un año después en 1981 interpretó a un camarero durante el episodio #1.196 y finalmente interpretó a Joe Landis en el episodio #1.373 durante 1983.
En el 2002 se unió al elenco de la serie MDA donde interpretó al abogado Bill "Happy" Henderson hasta el 2005.
En el 2006 obtuvo un pequeño papel en la película Kokoda donde interpretó al doctor del batallón.
En el 2007 se unió al elenco de la serie policíaca City Homicide donde interpretó al detective sargento mayor Stanley Wolfe, hasta el final de la serie en el 2011.
En el 2012 se unió al elenco principal de la serie australiana Tricky Business donde interpretó al patriarca de la familia, Jim Christie hasta el final de la serie, luego de que fuera cancelada al finalizar la primera temporada por las bajas audiencias.

## Filmografía
Televisión
| Año         | Título                | Personaje      | Notas            |
| ----------- | --------------------- | -------------- | ---------------- |
| 2012        | Tricky Business       | Jim Christie   | 13 episodios     |
| 2007 - 2011 | City Homicide         | Stanley Wolfe  | 84 episodios     |
| 2002 - 2005 | MDA                   | Bill Henderson | 56 episodios     |
| 2000        | Blue Heelers          | Bryce McLeod   | 2 episodios      |
| 1992 - 1993 | Bingles               | Barry          | 23 episodios     |
| 1983        | Prisoner              | Joe Landis     | episodio # 1.373 |
| 1980 - 1981 | Are You Being Served? | Mr. Randel     | 16 episodios     |

Película
| Año  | Título                 | Personaje   | Notas |
| ---- | ---------------------- | ----------- | --- |
| 2012 | The Great Mint Swindle | Don Hancock | junto a Grant Bowler, Todd Lasance, Josh Quong Tart, John Batchelor, Les Hill & Maya Stange                        |
| 2006 | Kokoda                 | Doctor      | junto a Jack Finsterer, Travis McMahon, Luke Ford, Steve Le Marquand, Angus Sampson, Ewen Leslie & William McInnes |
| 1995 | Cody: The Burnout      | Graham      | junto a Gary Sweet, Robert Mammone & Paul Gleeson                                                                  |

Escritor y comediante
| Año  | Título        | Notas                  |
| ---- | ------------- | ---------------------- |
| 1998 | Home and Away | 6 episodios - escritor |
| 1995 | Shane Bourne  | comediante             |

Apariciones
| Año         | Programa                      | Notas                      |
| ----------- | ----------------------------- | -------------------------- |
| 2011        | Logie Awards                  | presentador                |
| 2006 - 2009 | Thank God You're Here         | 41 episodios - presentador |
| 2006 - 2007 | How The Hell Did We Get Here? | 5 episodios - presentador  |
| 1996 - 1997 | Blankety Blanks               | presentador                |
| 1988 - 1994 | Hey Hey It's Saturday         | -                          |

Teatro
| Año        | Obra                         | Personaje      | Director (a)   | Teatro                | Notas                                                                    |
| ---------- | ---------------------------- | -------------- | -------------- | --------------------- | ------------------------------------------------------------------------ |
| 2013       | Chitty Chitty Bang Bang      | Baron Bomburst | Roger Hodgman  | Crown Theatre         | junto a David Hobson, Rachael Beck & Tyler Coppin                        |
| 2006       | Urinetown                    | -              | Simon Phillips | Sydney Theatre        | junto a Francis Greenslade, Colette Mann & Lisa McCune                   |
| 2005       | Love Letters                 | -              | John Clark     | Parade Theatre        | junto a Steve Bisley, Cornelia Frances, Noni Hazlehurst & Judith McGrath |
| 2005       | Hitchcock Blonde             | Alex           | Gale Edwards   | Melbourne Theatre     | junto a Caroline Craig, Bille Brown, Jesse Spence & Fred Whitloc         |
| 2004       | Urinetown The Musical        | -              | Simon Phillips | Playhouse Theatre     | junto a Lisa McCune & David Campbell                                     |
| 2004       | Twelve Angry Men             | -              | Guy Masterson  | -                     | junto a Rob Meldrum, George Kapiniaris, Peter Phelps & Marcus Graham     |
| 2002       | Melbourne Comedy Festival... | -              | -              | Palais Theatre        | junto a Gerry Connolly & Simon Hill                                      |
| 1998       | Twelfth Night                | -              | Roger Hodgman  | Melbourne Theatre     | junto a Carolyn Bock, Mandy McElhinney, Bruce Spence & Alison Whyte      |
| 1998       | Sylvia                       | -              | Roger Hodgman  | Wharf Theatre         | junto a Mary Coustas, Caroline Gillmer & Kim Gyngell                     |
| 1995, 1997 | Picasso at the Lapin Agile   | -              | Neil Armfield  | Belvoir St. Theatre   | junto a Paul Blackwell, David Field & Deborah Kennedy                    |
| 1995       | Who's That Guy with the Axe? | -              | -              | Budinskis Theatre     | junto a Russell Gilbert, Daina Reed & Trevor White                       |
| 1995       | The Moonwalkers              | -              | Ros Horin      | Stables Theatre       | junto a Tara Morice, Greg Ulfan & Linden Wilkinson                       |
| 1994       | Arting About                 | -              | -              | -                     | junto a Ross Daniels                                                     |
| 1991       | The Adman                    | -              | Babs McMillan  | CUB Malthouse Theatre | junto a Celia de Burgh, Ben Grant & Ken James                            |
| 1987       | The Three Musketeers         | Aramis         | Simon Phillips | Playhouse Theatre     | junto a Janet Andrewartha, Dennis Coard & Richard Roxburgh               |
| 1987       | What the Butler Saw          | -              | Simon Phillips | Athenaeum Theatre     | junto a Kevin Harrington, Judith McGrath & Richard Piper                 |
| 1986       | HurlyBurly                   | -              | Gary Down      | Russell St. Theatre   | junto a Fiona Spence, Terence Donovan, Robert Essex & Gary Files         |
| 1986       | Some Night in Julia Creek    | -              | Monica Maughan | Russell St. Theatre   | junto a Robert Essex, Ailsa Piper & Marie Redshaw                        |
| -          | Comedians                    | -              | -              | Playbox Theatre       | -                                                                        |
| -          | Medea                        | -              | -              | Playbox Theatre       | -                                                                        |
| -          | Hey Hey It’s Cinderella      | -              | -              | -                     | -                                                                        |
| -          | The Rocky Horror Show        | -              | -              | -                     | -                                                                        |
| -          | Lysystrata                   | -              | -              | -                     | -                                                                        |

## Premios y nominaciones
| Año  | Categoría                                                    | Premio           | Serie/Obra  | Resultado |
| ---- | ------------------------------------------------------------ | ---------------- | ----------- | --------- |
| 2005 | Best Lead Actor in Television                                | AFI Award        | MDA         | Ganador   |
| 2003 | Best Actor in a Leading Role in a Television Drama or Comedy | AFI Award        | MDA         | Ganador   |
| 2002 | Best Actor in a Leading Role in a Television Drama           | AFI Award        | MDA         | Nominado  |
| 2004 | -                                                            | Green Room Award | Hurly Burly | Nominado  |